# Šrek
Šrek (czytaj: Szrek) – starorzecze Morawy (niem. March), zlokalizowane na terenie Słowacji, w Parku Krajobrazowym (Chránená krajinná oblasť) Záhorie, w pobliżu ujścia Maliny do Morawy.
Šrek ma niecałe 4 km długości i rozciąga się z zachodu na wschód, przy czym na wschodzie skręca jeszcze na południe na długości około 750 metrów. Towarzyszy mu drugie, bezimienne i nieco krótsze starorzecze (na południu). Całość otaczają żyzne łąki: Hrubá Lúka i Lozornské Hrúdy.
W pobliżu przebiega ścieżka dydaktyczna Nivou rieky Moravy (na południu) oraz linia kolejowa o znaczeniu międzynarodowym z Bratysławy do Brzecławii (w pobliżu przystanek kolejowy Devínske Jazero). Bezpośrednio przy Šreku przebiega natomiast szlak rowerowy Stupavská Cyklocesta, wiodący na tym odcinku ze Stupavy do Záhorskej Vsi.